# Euptoieta
Euptoieta là một chi bướm ngày thuộc phân họ Heliconiinae.

## Species[1]
- Euptoieta bogotana (Staudinger, 1885)
- Euptoieta claudia (Cramer, 1775) -- Variegated Fritillary
- Euptoieta hegesia (Cramer, 1779) -- Mexican Fritillary
- Euptoieta hortensia (Blanchard, 1852)
- Euptoieta perdistincta (Hall, 1930)
- Euptoieta poasina (Schaus, 1913)
- Euptoieta sunides (Hewitson, 1877)
- Euptoieta thekla (Hall, 1919)

## Hình ảnh

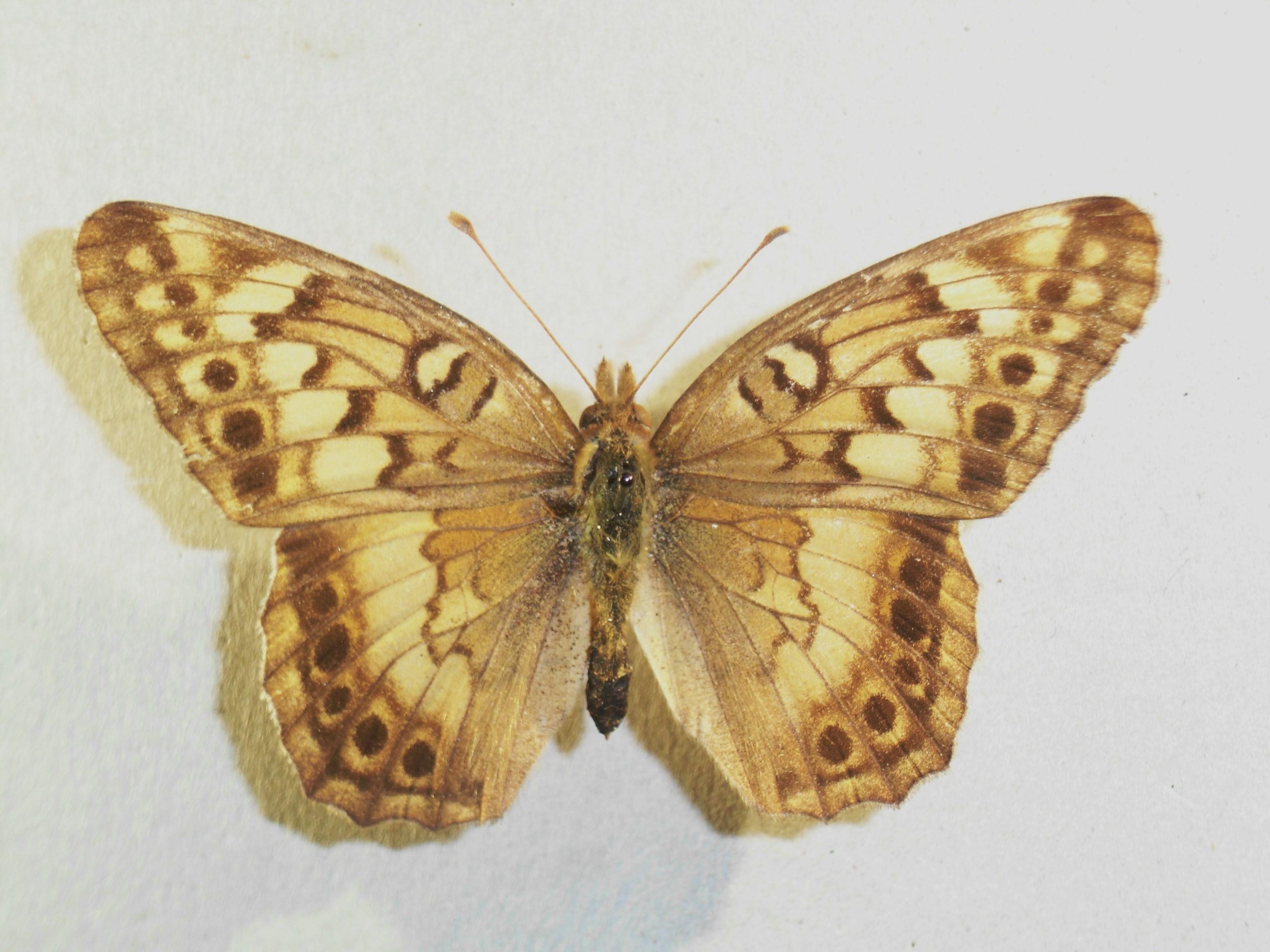
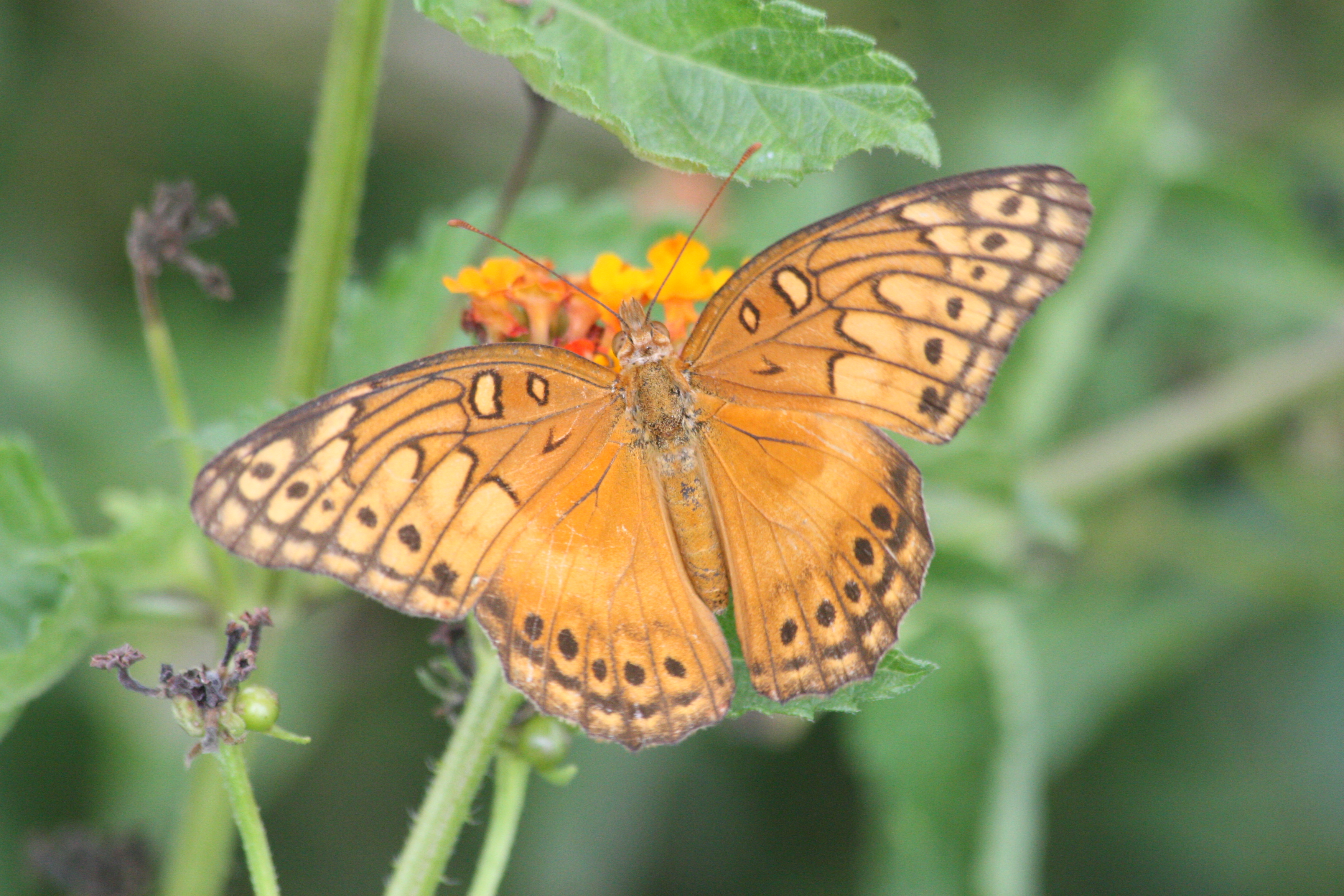